# Eufrósine de Bulgaria
Eufrósine (nació como Encona o Enconen) fue una emperatriz (zarina) búlgara como primera esposa del emperador Teodoro Svetoslav.
Eufrósine fue la hija de Manuxes (Mankus), que fue el hijo de Pandoleon - un rico comerciante bizantino de Crimea. Nació como Encona o Enconen, más tarde ella pasó a llamarse Eufrósine así por su madrina Eufrósine Paleóloga, quien fue una hija ilegítima del emperador Miguel VIII Paleólogo. Se casó con Teodoro Svetoslav de Bulgaria. Teodoro Svetoslav era el hijo del emperador Jorge Terter I. En Bulgaria, Teodoro Svetoslav fue asociado como coemperador por su padre quien emitió monedas que representan a uno junto al otro. Sin embargo, después de la particularmente devastadora incursión mongola, Jorge Terter I envió a su hijo como rehén a Nogai Khan, el líder de la Horda de Oro de los mongoles alrededor de 1289. Quizás en relación con los mismos hechos, la hermana no identificada de Teodoro Svetoslav se casó con el hijo de Nogai Chaka. Durante parte de su exilio, Teodoro Svetoslav se empobreció y trató de mejorar su fortuna al casarse con la rica Eufrósine. El matrimonio fue arreglado por la madrina de Eufrósine Eufrósine Paleóloga, quien fue la mujer de Nogai.
Teodoro Svetoslav dejó el anonimato en 1298 o 1299, cuando él acompañó a su cuñado Chaka en una invasión a Bulgaria. El regente Iván II huyó de Tarnovo en 1299, y Teodoro Svetoslav ayudó a convencer a la nobleza búlgara de aceptar a Chaka como gobernante. Sin embargo, los ejércitos del kan de la Horda de Oro Toqta entraron a Bulgaria en persecución de su enemigo Chaka, y Teodoro Svetoslav rápidamente organizó una conspiración, depuso a Chaka y mando a estrangularlo en prisión en 1300. Teodoro Svetoslav ahora se convertía en emperador de Bulgaria y envió la cabeza cortada de Chaka como un regalo a Toqta, que retiró sus tropas del país.
Eufrósine y Teodoro Svetoslav tuvieron un hijo Jorge Terter II, que le sucedió como emperador de Bulgaria de 1322 a 1323. 
La zarina Eufrósine murió antes de 1308. Su nombre es mencionado en el libro de Boril de la siguiente manera:

... Para Eufrósine, la piadosa zarina del zar Svetoslav, eterno recuerdo.

A finales de 1307 su marido planeaba casarse de nuevo, esta vez con Teodora Paleóloga, la hija del coemperador Miguel IX Paleólogo. 